# Eckermann-Haus (Empelde)

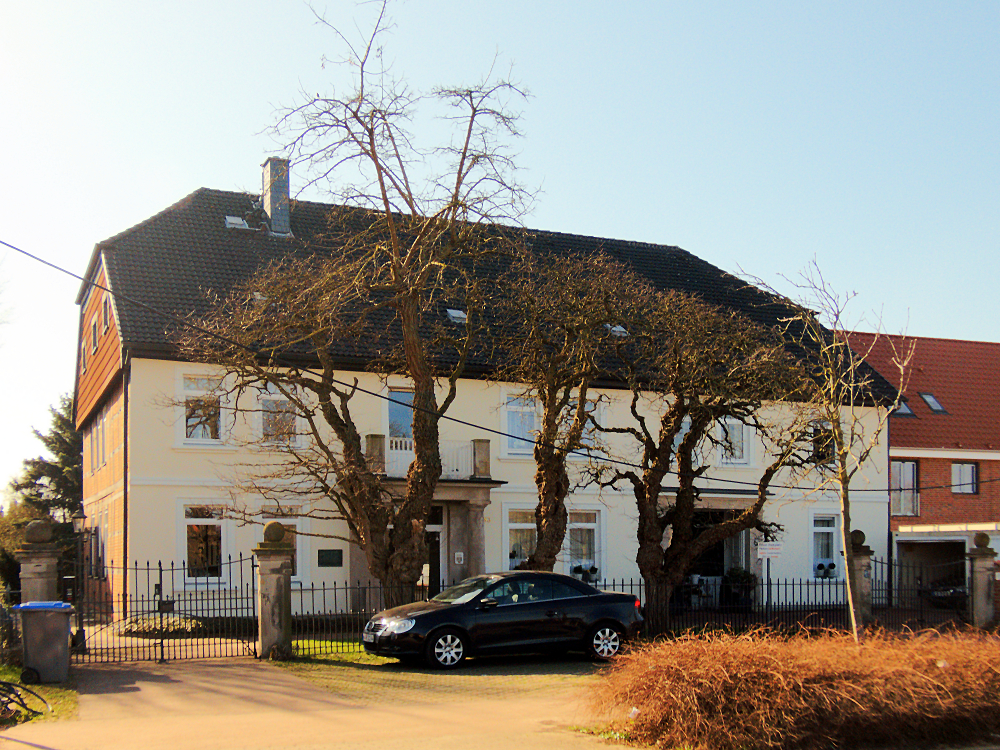
Eckermann-Haus Empelde

Das denkmalgeschützte Eckermann-Haus oder Eckermannhaus in Empelde ist nach Johann Peter Eckermann benannt.
An dem um 1800 erbauten Haus im Ronnenberger Stadtteil Empelde unter der Anschrift Nenndorfer Straße 83 ist eine bronzene Gedenktafel für Johann Peter Eckermann angebracht, der dieser zufolge 1822/23 dort lebte. Diese wurde zwischen der Eingemeindung Empeldes 1969 und 1975 von der damaligen Gemeinde, und späteren Stadt, Ronnenberg gestiftet.

## Beschreibung

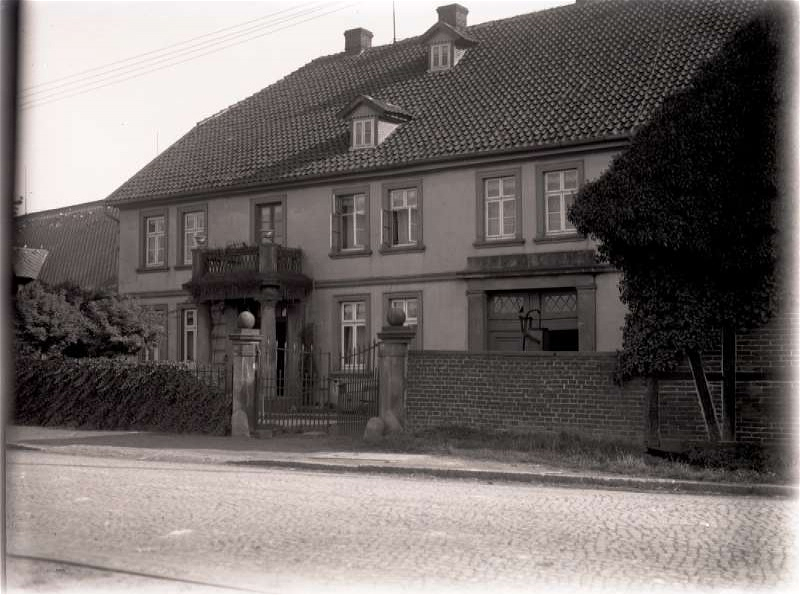
Nordwestansicht, ca. 1940

Das Anwesen an der Nenndorfer Straße 83 wurde um das Jahr 1800 am Westrand von Empelde an der damals neu angelegten Zollstraße von Hannover über Nenndorf nach Minden, der späteren Bundesstraße 65, errichtet.
Das ehemalige Wohn-/Wirtschaftsgebäude ist ein traufständiges, zweigeschossiges, nord- und westseitig verputztes Fachwerkhaus unter einem Halbwalmdach. An der Ostseite sind die mit Mauerziegeln ausgemauerten Gefache sichtbar. Das Gebäude steht auf einem Bruchsteinsockel. Vor dem östlichen Eingang zum alten Wohnteil steht ein Portikus auf Säulen mit dorischen Kapitellen. Der Wirtschaftsteil im Westen war laut alten Fotos bereits vor 1940 zu Wohnzwecken ausgebaut. Die zu einem zweiten Eingang umgestaltete Quereinfahrt ist wie die Fensteröffnungen mit Sandstein eingefasst.
Ein westlich benachbartes Nebengebäude wurde in den 1990er Jahren abgerissen.
Zum Baudenkmalensemble gehört die ebenfalls als Einzeldenkmal geschützte Einfriedung des Grundstücks. Diese besteht aus zwei Paar Sandsteinpfeilern mit kugelbekrönten profilierten Plinthen vor den beiden Hauseingängen, daran angebrachten Eisengittern, sowie nach Westen einer hohlpfannengedeckten Backsteinmauer.
Nach Inbetriebnahme der Umfahrung Empelde 1989 wurde der bis dahin unmittelbar vor dem Anwesen verlaufende Abschnitt der Bundesstraße zurückgebaut.

## Eckermann

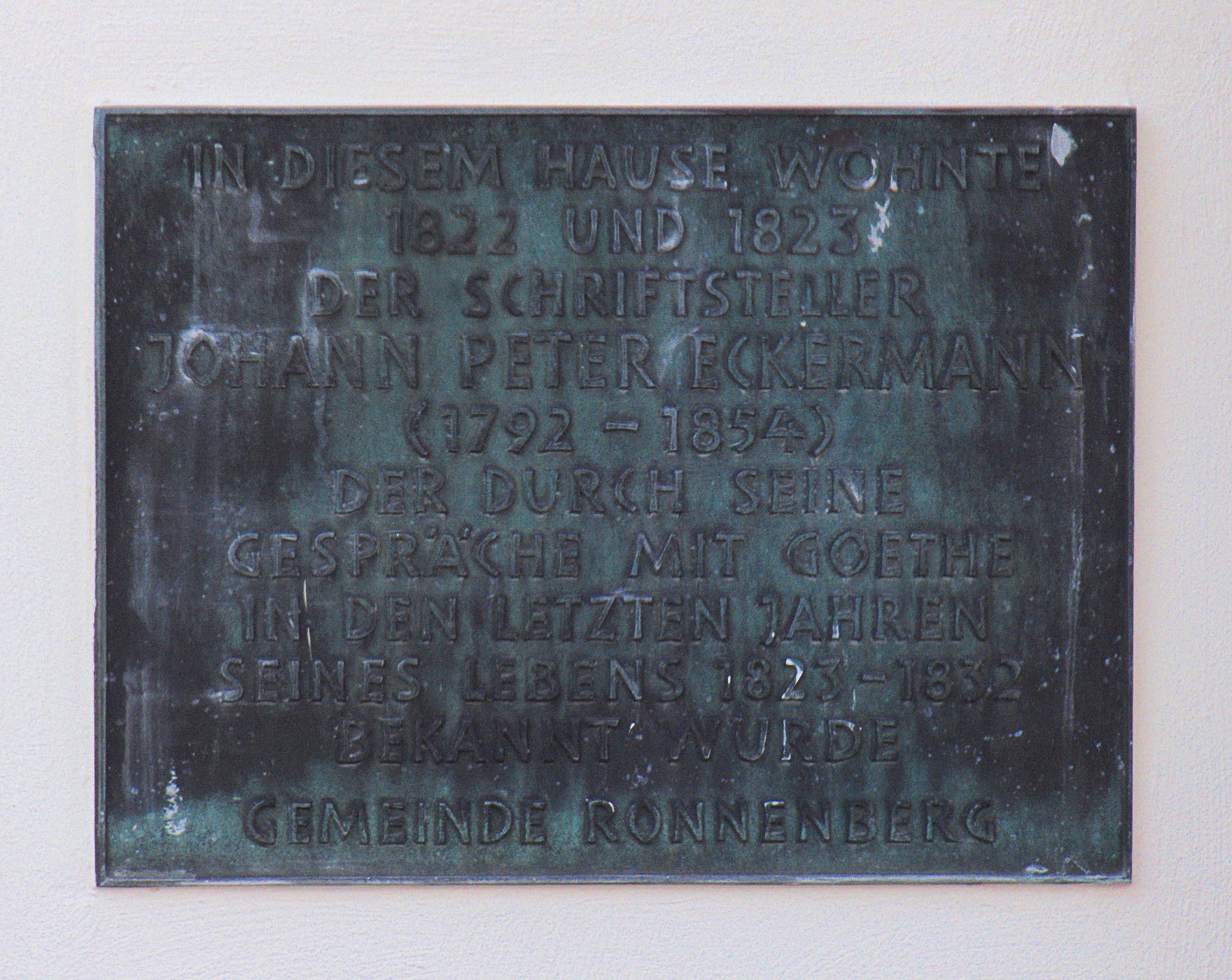
Gedenktafel für Johann Peter Eckermann am Eckermann-Haus

Nach Eckermanns Abbruch seines Studiums in Göttingen gewährten ihm ab September 1822 die Eltern seines Studienfreundes von Heimburg Logis in Empelde. Eckermann vollendete während dieser Zeit das Manuskript der Beyträge zur Poesie mit besonderer Hinweisung auf Goethe, das er Goethe schickte. Ende Mai 1823 verließ Eckermann Empelde und zog nach Weimar.